# Happy Endings: Happy Rides
Happy Endings: Happy Rides è una webserie statunitense del 2012, spin-off della serie televisiva Happy Endings.
La webserie, sponsorizzata da Subaru, è interpretata dallo stesso cast della serie TV, e vede al centro delle vicende Penny che decide di vendere la sua vecchia automobile.
Happy Endings: Happy Rides è stata distribuita online nel sito web della ABC a partire dal 29 febbraio 2012.

## Trama
Un giorno Penny decide improvvisamente di sbarazzarsi di tutte le cianfrusaglie contenute nel suo garage, conservate inutilmente per anni, tra cui il suo vecchio pick-up dei tempi del college, che la ragazza è intenzionata a vendere per comprarsi una nuova automobile. Quando annuncia la cosa agli amici, il gruppo è interdetto: infatti quel pick-up ha in qualche modo segnato una parte dell'esistenza di ognuno di loro, così tutti iniziano a ricordare un particolare momento della loro vita che ha avuto luogo all'interno della vettura.

## Webisodi
Happy Endings: Happy Rides è formata da sei webisodi della durata di circa 2 minuti l'uno, più il webisodio speciale Happy Rides - Behind the Scenes!
| nº | Titolo originale                 | Pubblicazione originale |
| -- | -------------------------------- | ----------------------- |
| 1  | Webisode 1                       | 29 febbraio 2012        |
| 2  | Webisode 2                       | 7 marzo 2012            |
| 3  | Webisode 3                       | 14 marzo 2012           |
| 4  | Webisode 4                       | 21 marzo 2012           |
| 5  | Webisode 5                       | 28 marzo 2012           |
| 6  | Webisode 6                       | 4 aprile 2012           |
| -  | Happy Rides - Behind the Scenes! | 4 aprile 2012           |

### Webisode 1
- Titolo originale: Webisode 1
- Diretto da: Steven Mesner
- Scritto da: Jason Berger

#### Trama
Penny annuncia a Max e Alex che ha deciso di svuotare il suo garage: questo significa che sta per vendere la sua vecchia automobile.

### Webisode 2
- Titolo originale: Webisode 2
- Diretto da: Steven Mesner
- Scritto da: Jen Regan

#### Trama
Jane e Brad vengono a sapere della vendita del pick-up, e ricordano di quando, ancora fidanzati, andarono con quell'auto a un concerto di Eagle-Eye Cherry.

### Webisode 3
- Titolo originale: Webisode 3
- Diretto da: Zachary Knighton
- Scritto da: Jason Berger

#### Trama
La vendita della vettura fa tornare in mente a Dave e Max una loro vecchia diatriba, risalente agli anni 90 e mai chiusa, sul significato da dare al film Waterworld.

### Webisode 4
- Titolo originale: Webisode 4
- Diretto da: Elisha Cuthbert
- Scritto da: Jason Berger

#### Trama
Mentre Penny è in attesa di un acquirente per la sua macchina, ritrova attaccato a un vecchio portachiavi l'anello NBA dei Chicago Bulls 1997-1998, che al tempo riuscì a ottenere in maniera rocambolesca.

### Webisode 5
- Titolo originale: Webisode 5
- Diretto da: Casey Wilson
- Scritto da: Jen Regan

#### Trama
Spostando assieme a Max uno scatolone che si trovava nel garage di Penny, Alex ritrova il suo vecchio cercapersone: decide così di utilizzarlo per provare a contattare la "se stessa" del passato, sulla falsariga del film La casa sul lago del tempo.

### Webisode 6
- Titolo originale: Webisode 6
- Diretto da: Adam Pally
- Scritto da: Jen Regan

#### Trama
Penny e i suoi amici si riuniscono in strada per dare l'ultimo saluto alla sua vecchia automobile, in attesa dell'arrivo dell'acquirente.

### Happy Rides - Behind the Scenes!
- Titolo originale: Happy Rides - Behind the Scenes!
- Diretto da: -
- Scritto da: -

#### Trama
Webisodio speciale, presentato da Ben Begley, che racconta il dietro le quinte della webserie.

## Personaggi e interpreti
- Jane Kerkovich-Williams, interpretata da Eliza Coupe.
- Alexandra "Alex" Kerkovich, interpretata da Elisha Cuthbert.
- David "Dave" Rose, interpretato da Zachary Knighton.
- Max Blum, interpretato da Adam Pally.
- Brad Williams, interpretato da Damon Wayans Jr.
- Penelope "Penny" Hartz, interpretata da Casey Wilson.

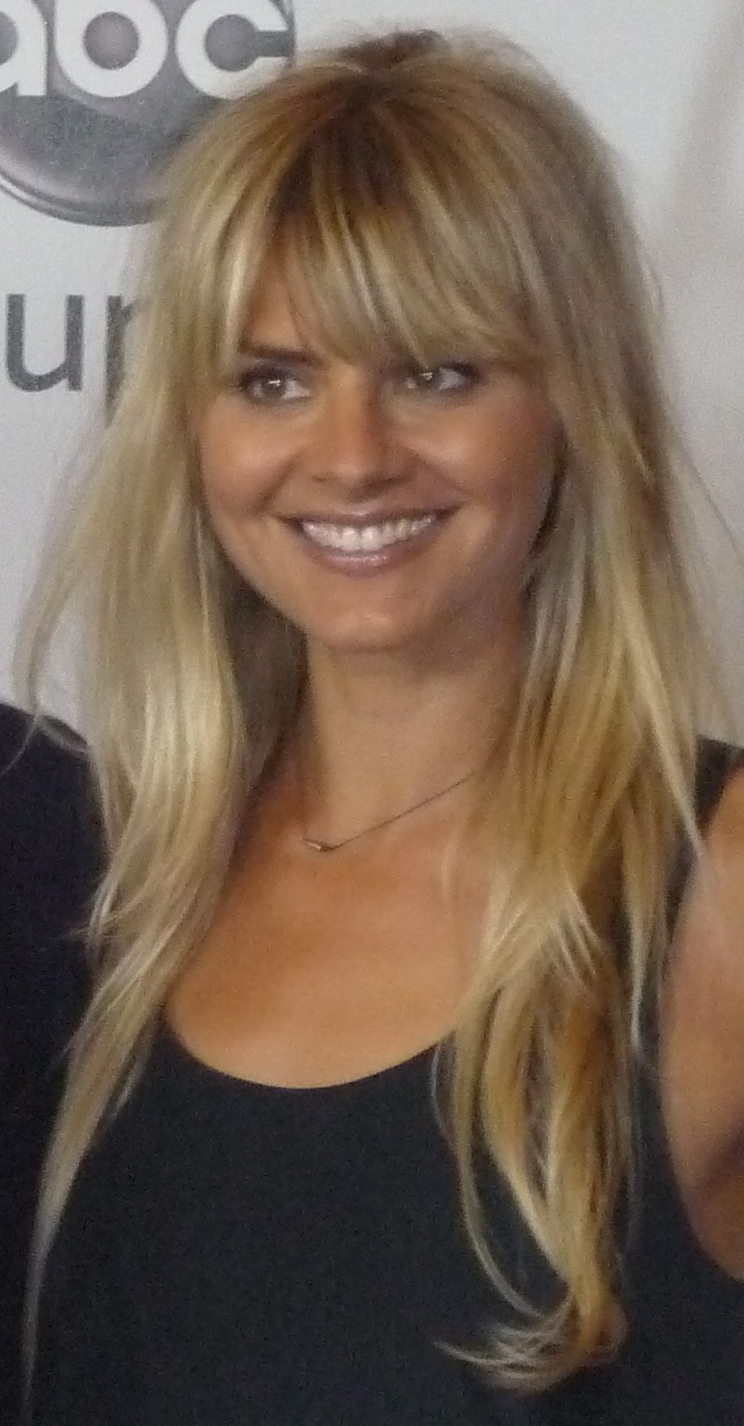
Eliza Coupe interpreta Jane Kerkovich-Williams
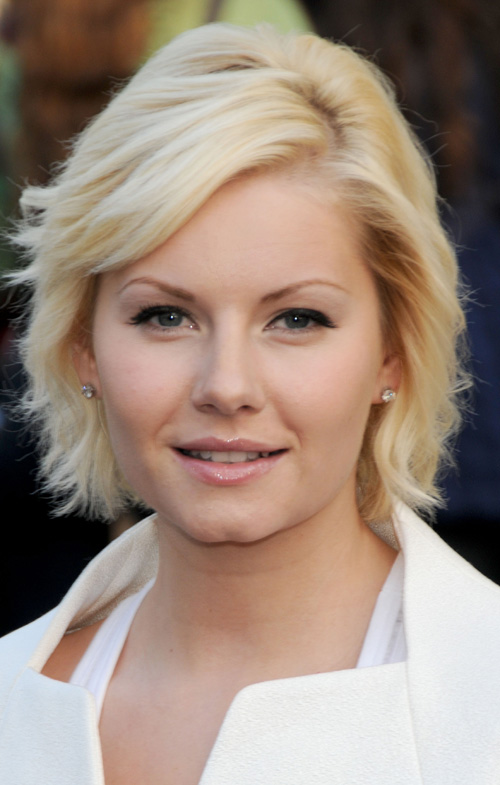
Elisha Cuthbert interpreta Alex Kerkovich
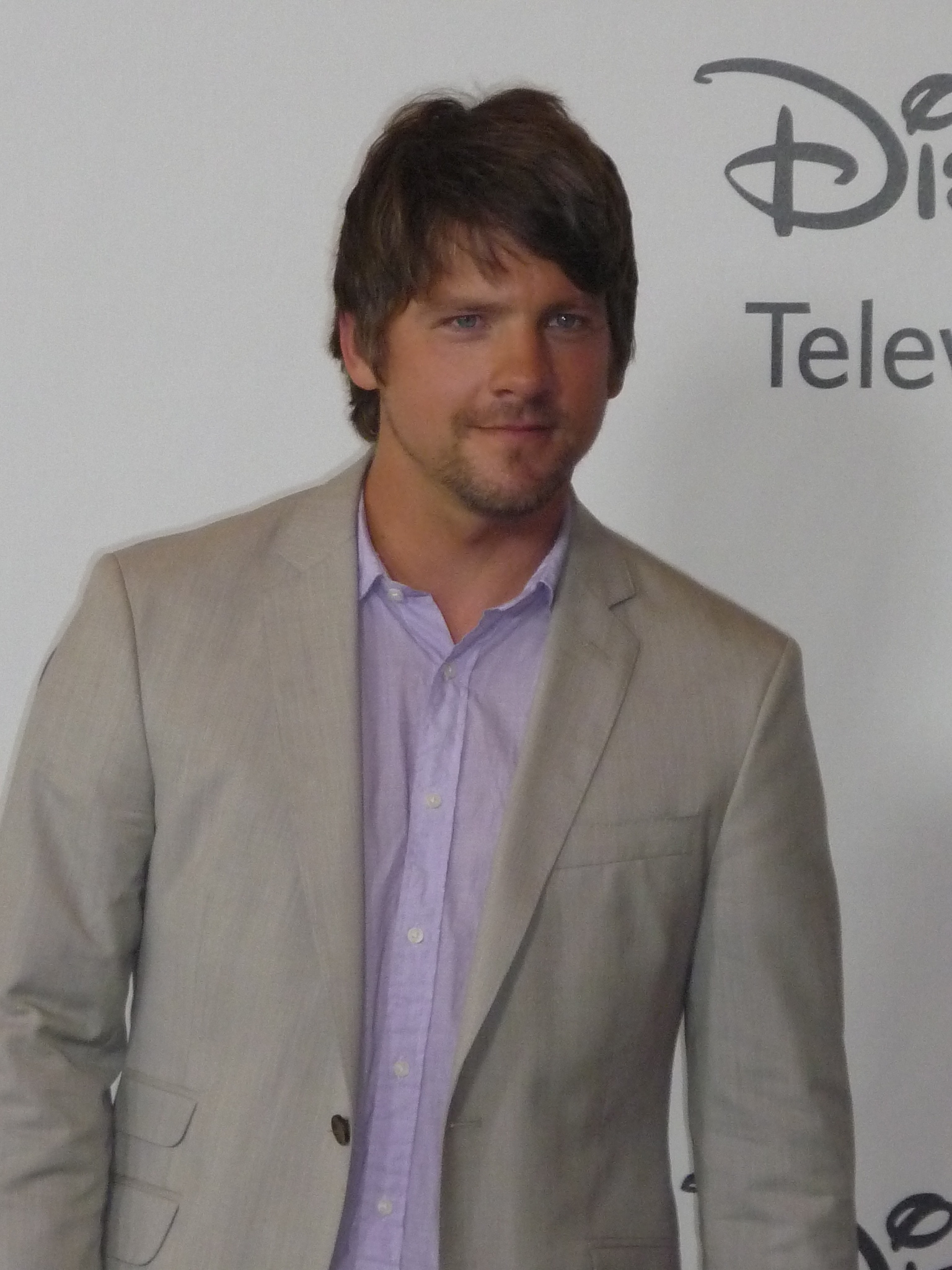
Zachary Knighton interpreta Dave Rose
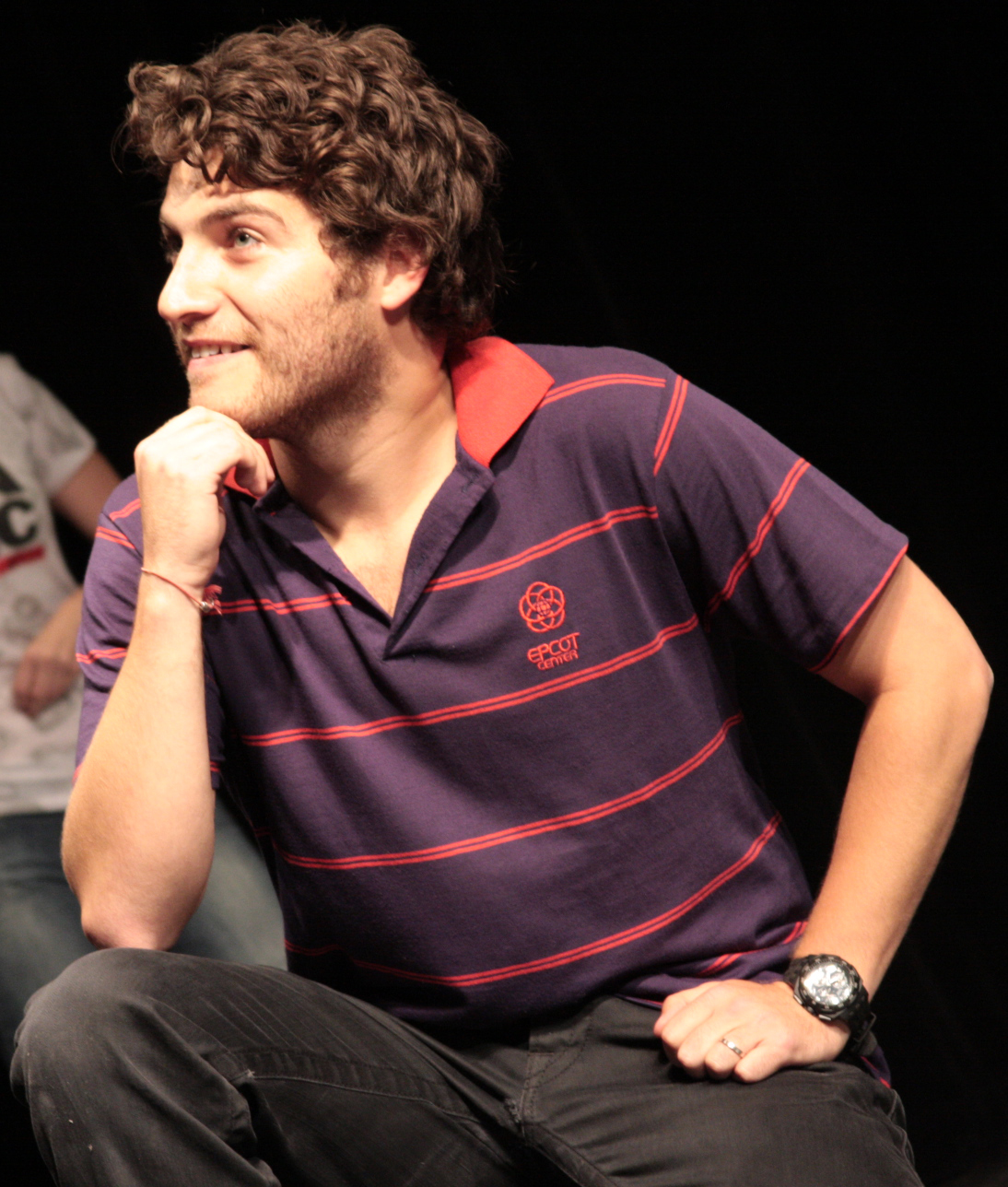
Adam Pally interpreta Max Blum
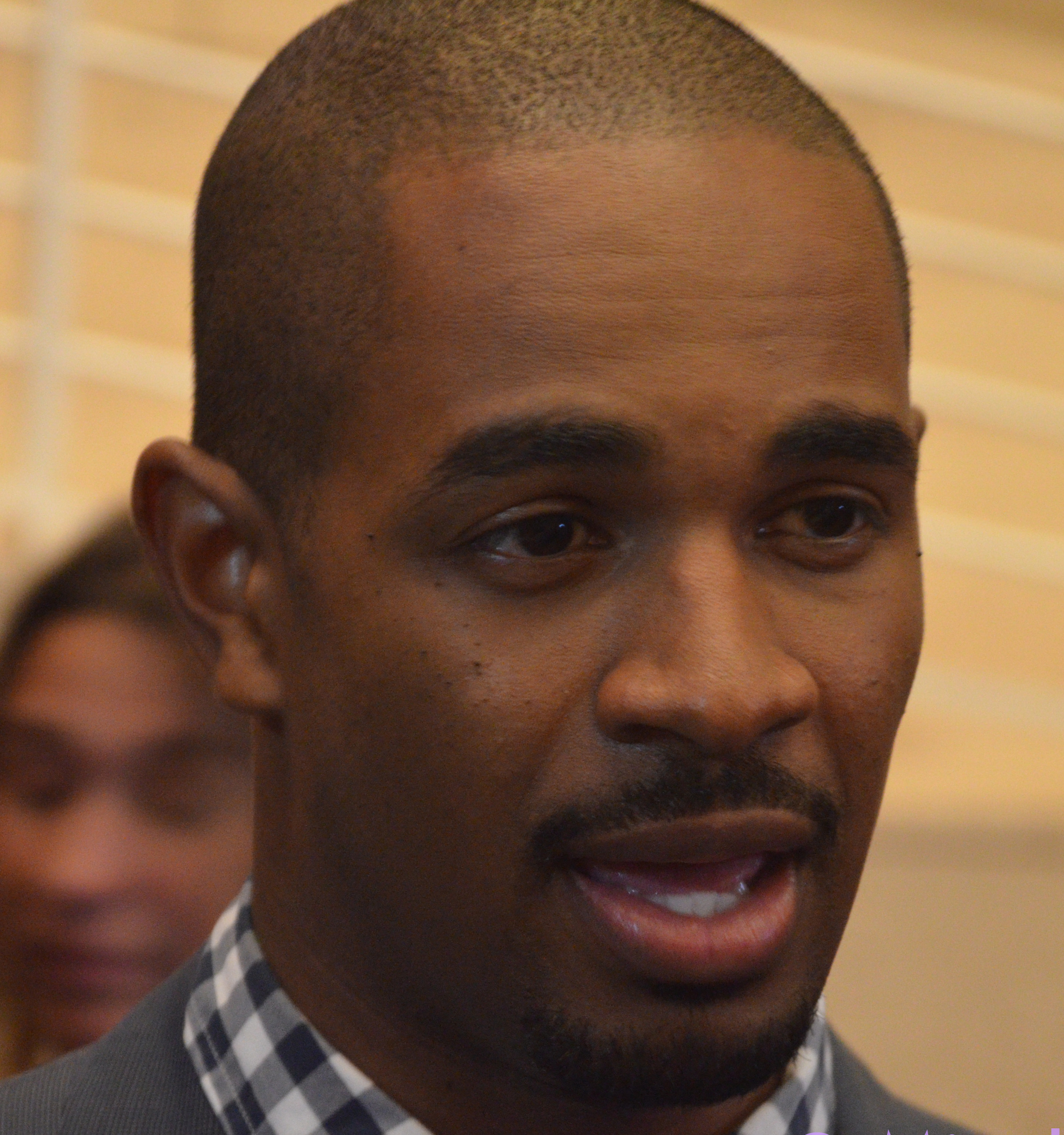
Damon Wayans Jr. interpreta Brad Williams
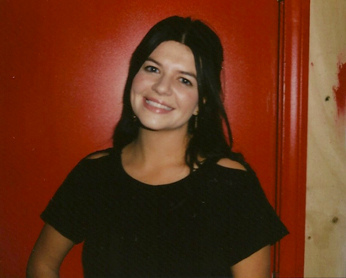
Casey Wilson interpreta Penny Hartz

## Produzione
La webserie è stata scritta da Jason Berger e Jen Regan. I primi due webisodi sono stati diretti da Steven Mesner, mentre i restanti quattro sono stati affidati ai membri del cast di Happy Endings: Zachary Knighton ha diretto il terzo webisodio, Elisha Cuthbert il quarto, Casey Wilson il quinto e Adam Pally il sesto e ultimo.

## Distribuzione
Tutti gli webisodi sono stati distribuiti sul sito web della ABC ogni mercoledì a partire dal 29 febbraio 2012, rispecchiando la programmazione televisiva degli ultimi sei episodi della seconda stagione di Happy Endings.

## Accoglienza
Happy Endings: Happy Rides è stata positivamente accolta dalla critica, in particolare per l'aver mantenuto tutti i punti di forza della serie madre. Gli addetti ai lavori hanno favorevolmente posto l'accento sul fatto che la webserie sia stata creata appositamente per promuovere una nuova promozione Subaru, e non un altro prodotto inerente invece la serie madre Happy Endings. Tutti gli attori hanno ricevuto elogi, con menzioni particolari per la qualità delle loro interpretazioni.